# Croix de chemin de Bief
La Croix de chemin de Bief est une croix située sur la commune de Bief dans le département français du Doubs.

## Localisation
La croix est située au centre du village, place de la Croix, au croisement du chemin des Terres de Chaux et de la route départementale 294.

## Histoire et description

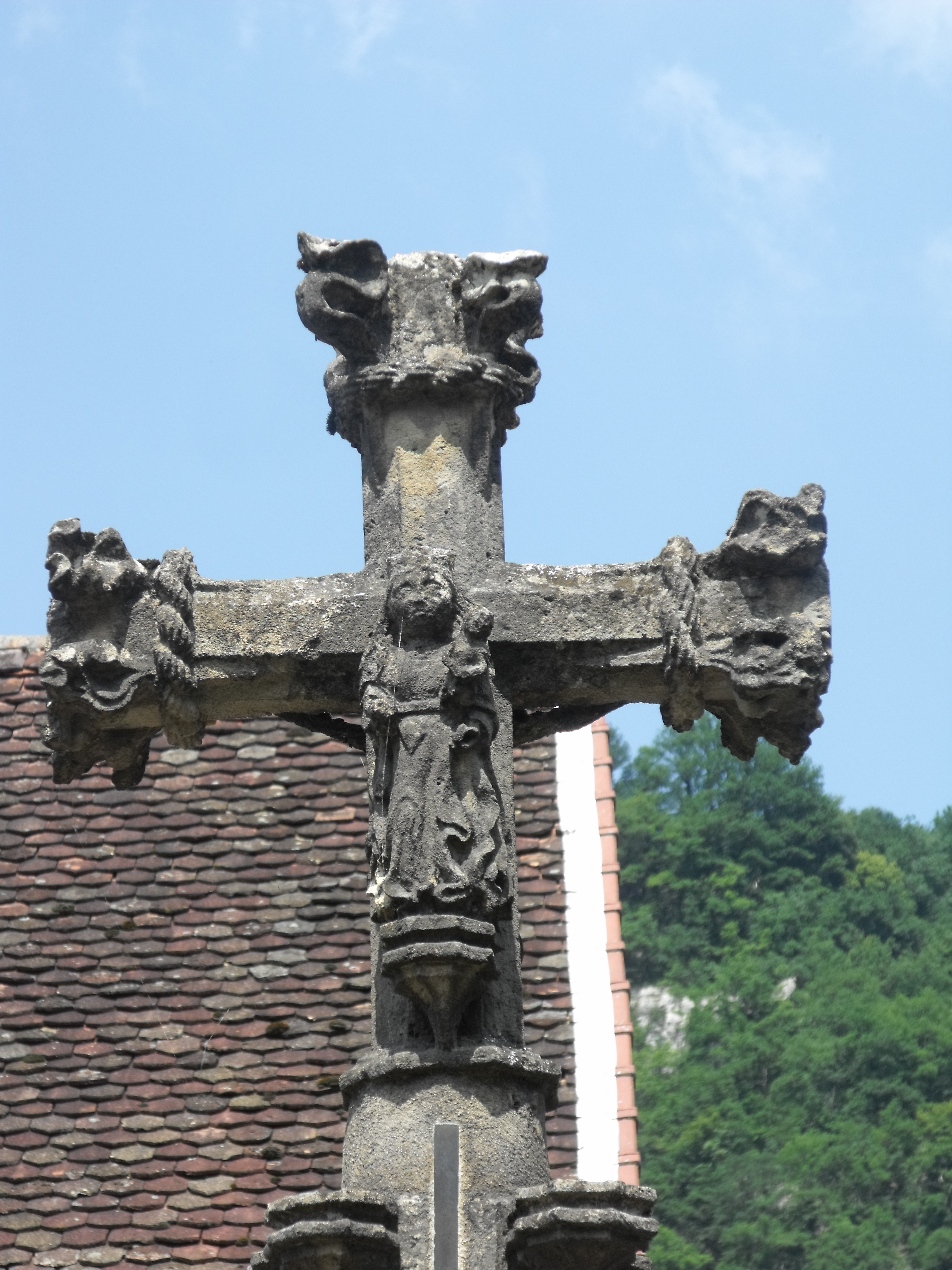
Détail de la croix

La croix date de 1514. Elle est classée au titre des monuments historiques depuis le 10 juin 1927.
« Cette croix de Pierre, datée de 1514, est située à la croisée de deux chemins et entourée, sur la moitié arrière, d'un petit parapet demi-circulaire. Une borne protège le parapet et la croix elle-même contre l'accrochage des voitures venant du haut de la pente. La croix est montée sur un socle de plan carré dont chaque face figure un pignon. La face dirigée vers le chemin porte un bénitier saillant taillé dans la pierre.
Le fût s'élève à la rencontre des rampants du couronnement du socle. Il est de plan octogonal et les pans coupés viennent s'amortir en bases moulurées selon la mode du XVe siècle. Ce fût est relié à la croix proprement dite par une bague moulurée. Les bras de la croix sont également de coupe octogonale et au pied de celle-ci, sur les quatre pans coupés, sont placés des petits culs-de-lampes sculptés, qui devaient porter des statuettes disparues. Les trois bras de la croix se terminent par des fleurons, composés chacun de crochets partant des pans coupés de la croix, mais ne comportant pas de motif central.
La croix est décorée sur la face antérieure d'un Christ, dont la tête est surmontée d'un petit dais finement sculpté; sur la face postérieure, à un niveau plus élevé que ceux des pans coupés, d'un petit cul-de-lampe portant une Vierge à l'enfant. Cette croix est en excellent état de conservation. » Julien Polti, Architecte en chef des Monuments Historiques. 